# Руски кръст (Битоля)
Руският кръст (на македонска литературна норма: Руски крст, Крст на Ростковски) е паметник в град Битоля.
Паметникът е издигнат на лобното място на Александър Ростковски (1860 - 1903 година), руски консул в Битоля, убит от османски стражар по време на Илинденско-Преображенското въстание през август 1903 година. Ростковски е известен със своята антибългарска и просръбска дейност в Македония.
След като Битоля попада в Кралство Сърбия в 1913 година, на мястото е изграден малък паметник. В 1936 година властите в Кралство Югославия издигат голям паметник с формата на руски кръст. В телеграма по повод издигането на паметника се казва, че то е „израз на признателност пред руския народ за вековното покровителство на сърбите и въобще християните и в знак на почит към руския мъченик Ростковски, бивш консул тук, убит заради подкрепата си за освобжождението на тази страна“.
Паметникът е разрушен от власти в Комунистическа Югославия след разрива между Тито и Сталин в 1948 година. На 8 август 2003 година, по повод 100-годишнината от смъртта на Ростковски, вече в Република Македония паметникът е възстановен, в присъствието на много официални лица и гости от Русия. На паметника пише:
| „ | Во чест и слава на рускиот императорски конзул Неговата Екселенција господинот Александар Аркадиевич Ростковски (1860-1903). По повод 100 годишнината од неговата смрт. 08. 03. 2003. Од граѓаните на Битола. В чест и слава на руския императорски консул Негово Превъзходителство господин Александър Аркадиевич Ростковски (1860-1903). По повод 100-годишнината от неговата смърт. 08. 03. 2003. От гражданите на Битоля. | “ |